# Peyronelia
Peyronelia is een geslacht van schimmels in de familie Mytilinidiaceae. De typesoort is Peyronelia sirodesmioides.

## Soorten
Volgens Index Fungorum telt het geslacht vier soorten (peildatum maart 2023):
| Soortnaam                 | Auteur(s)                   | Publicatiejaar |
| ------------------------- | --------------------------- | -------------- |
| Peyronelia arbuscula      | (Corda) S. Hughes           | 1958           |
| Peyronelia ramosa         | (Sacc. & P. Syd.) S. Hughes | 1958           |
| Peyronelia rudis          | (Ehrenb.) S. Hughes         | 1958           |
| Peyronelia sirodesmioides | Cif. & Gonz. Frag.          | 1927           |